# Carol al II-lea, Duce de Parma
Prințul Carol al II-lea de Bourbon-Parma, numele întreg: Carlos Luís Fernando de Borbón-Parma (n. 22 decembrie 1799, Madrid, Madrid⁠(d), Spania – d. 16 aprilie 1883, Nisa, Franța) a fost infante al Spaniei din ramura de Parma a casei Bourbon. A fost ultimul rege al Etruriei, duce de Lucca și duce de Parma. 

## Primii ani

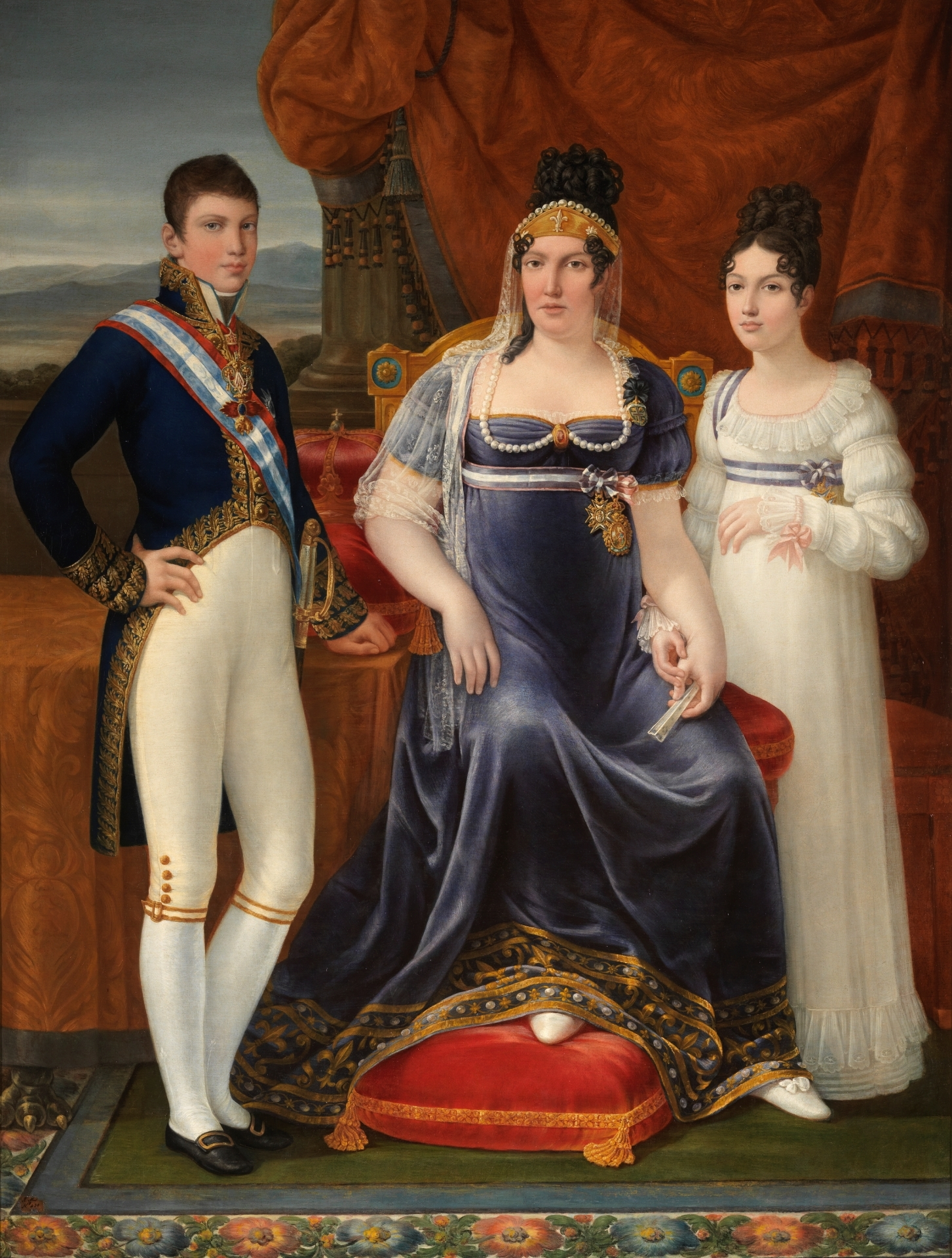
Carol Louis alături de mama și de sora sa. Portret de José Aparicio e Inglada, 1815.

Carol Louis s-a născut la Palatul Regal din Madrid. Tatăl lui, membru al Casei de Bourbon-Parma, a fost Louis, Prinț de Piacenza, fiu și moștenitor al lui Ferdinand, Duce de Parma. Mama lui, Infanta Maria Louisa a Spaniei, a fost fiica regelui Carol al IV-lea al Spaniei. Părinții lui s-au căsătorit în 1795 când Prințul Ereditar de Parma a venit la Madrid pentru a-și căuta soție. Cuplul a rămas în Spania la început. Acesta a fost motivul pentru care Carol Louis s-a născut la Madrid, la curtea bunicului matern și a fost inclus în faimosul portret al lui Francisco de Goya a familiei lui Carol al IV-lea, în brațele mamei sale.
Viața timpurie a lui Carol Louis a fost umbrită de acțiunile lui Napoleon Bonaparte, care a fost interesat în cucerirea statelor italiene. Trupele franceze au invadat Ducatul de Parma în 1796. În 1801, prin Tratatului de la Aranjuez, Carol Louis a devenit Prințul moștenitor al regatului nou creat Etruria, format din fostele teritorii ale Marelui Ducat al Toscanei, ca moștenitor al tatălui său, pe care Napoleon l-a făcut rege al Etruriei, în compensație pentru renunțarea la drepturile sale asupra Parmei.
La 21 aprilie 1801 Carol Louis a părăsit Spania împreună cu părinții săi. După o vizită scurtă la Napoleon la Paris, ei s-au mutat la Florența având ca reședință Palatul Pitti, fosta casă a familiei Medici. La câteva luni după ce s-au stabilit la Florența, familia regală etruriană a fost chemată înapoi în Spania. În timpul acestei călătorii, s-a născut sora lui Carol, Prințesa Maria Luisa Carlota de Parma. Vizita lor a fost întreruptă de moartea bunicului patern, Ferdinand, Duce de Parma.
În decembrie 1802 familia regală a Etruriei s-a întors la Florența, dar regele Louis, care suferea de epilepsie și era  adesea bolnav, a murit câteva luni mai târziu, la 27 mai 1803.

## Rege al Etruriei
După moartea tatălui său, Carol Louis, care avea doar trei ani, i-a succedat ca regele Carol Louis I de Etruria. El a fost pus sub regența mamei sale, Maria Luisa. În 1807, Napoleon a dizolvat regatul iar Carol Louis și mama sa s-au dus în Franța. Lui Carol Louis i s-a promis tronul noului regat Lusitania de Nord (în partea de nord a Portugaliei), dar acest plan nu s-a materializat niciodată. Carol Louis, mama și sora lui au căutat refugiul în Spania, ajungând la curtea lui Carol al IV-lea la 19 februarie 1808.

În mai puțin de trei luni de la sosire, toți membrii familiei regale spaniole au fost duși în Franța la ordinele lui Napoleon, în timp ce Napoleon a dat coroana spaniolă fratelui său, Joseph Bonaparte. Carol Louis a părăsit Spania împreună cu mama și sora sa la 2 mai 1808 pentru Bayonne și apoi Compiegne, reședință care le-a fost atribuită acestora. 

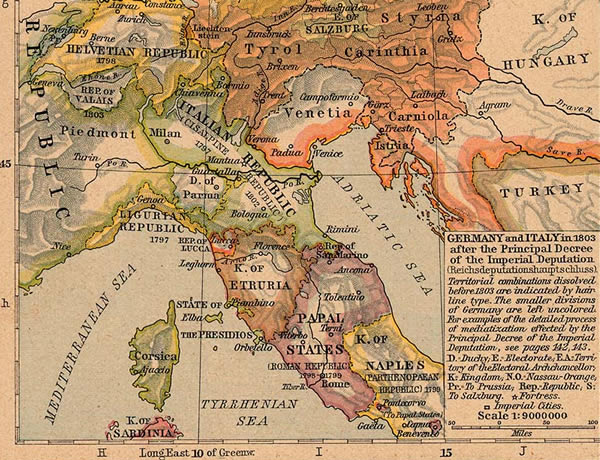
Regatul Etruriei. 1803

 Mariei Luisa i s-a promis Palatul Colorno din Parma și o alocație substanțială, dar Napoleon nu s-a ținut de cuvânt și Carol Lous cu mama și sora lui au fost ținuți în captivitate la Nisa.
Când mama lui Carol Louis a încercat să scape din captivitate, a fost arestată și închisă într-o mănăstire din Roma, în august 1811. Carol Louis a fost dat în custodie bunicului său, Carol al IV-lea, regele detronat al Spaniei. Pentru următorii patru ani, (1811-1815), Carol Louis a trăit sub grija bunicul său exilat la Roma.
După căderea lui Napoleon în 1825, Casa de Bourbon a dat Ducatul de Parma soției lui Napoleon, împărăteasa Marie Louise. Congresul de la Viena a compensat bourbonii cu Ducatul de Lucca, care a fost dat mamei lui Carol Louis. Moștenitorul ducatului, Carol Louis, a devenit Prinț de Lucca. De asemenea, i s-a promis dreptul asupra succesiunii Parmei după decesul împărătesei Marie Louise.
Ca prinț moștenitor el a fost monitorizat continuu de către mama sa. În cele din urmă a intrat în conflict cu mama sa conservatoare, care, în anii târzii, s-a transformat tot mai mult într-o persoană religioasă. De asemenea, nu-i plăcea forma ei absolutistă de guvernare. Totuși, de la mama sa el a moștenit dragostea bourbonilor spanioli pentru fast curții regale. Mai târziu, Carol Louis s-a plâns că mama lui "l-a distrus fizic, moral și financiar".

## Căsătorie
În 1820 mama lui a aranjat căsătoria cu Prințesa Maria Teresa de Savoia (1803–1879), una dintre fiicele gemene ale regelui Victor Emmanuel I al Sardiniei. Nunta a avut loc la Lucca la 5 septembrie 1820. Maria Tereza, care a împlinit șaptesprezece ani la două săptămâni după nuntă, era înaltă și frumosă. Au fost declarați a fi cel mai frumos cuplu regal. Împreună au avut doi copii:
- Luisa Francesca (29 octombrie 1821 – 8 septembrie 1823)
- Carol al III-lea, Duce de Parma (1823–1854)

Carol Louis a fost spiritual, fermecător și avea un caracter sociabil. Maria Tereza a fost melancolică și, spre deosebire de soțul ei, ea a fost o catolică profund devotată. Au fost un cuplu nepotrivit care și-au trăit mariajul departe unul de celălalt. "Chiar dacă nu a existat dragoste", a comentat mai târziu Carol Louis, "a existat respect".

## Duce de Lucca

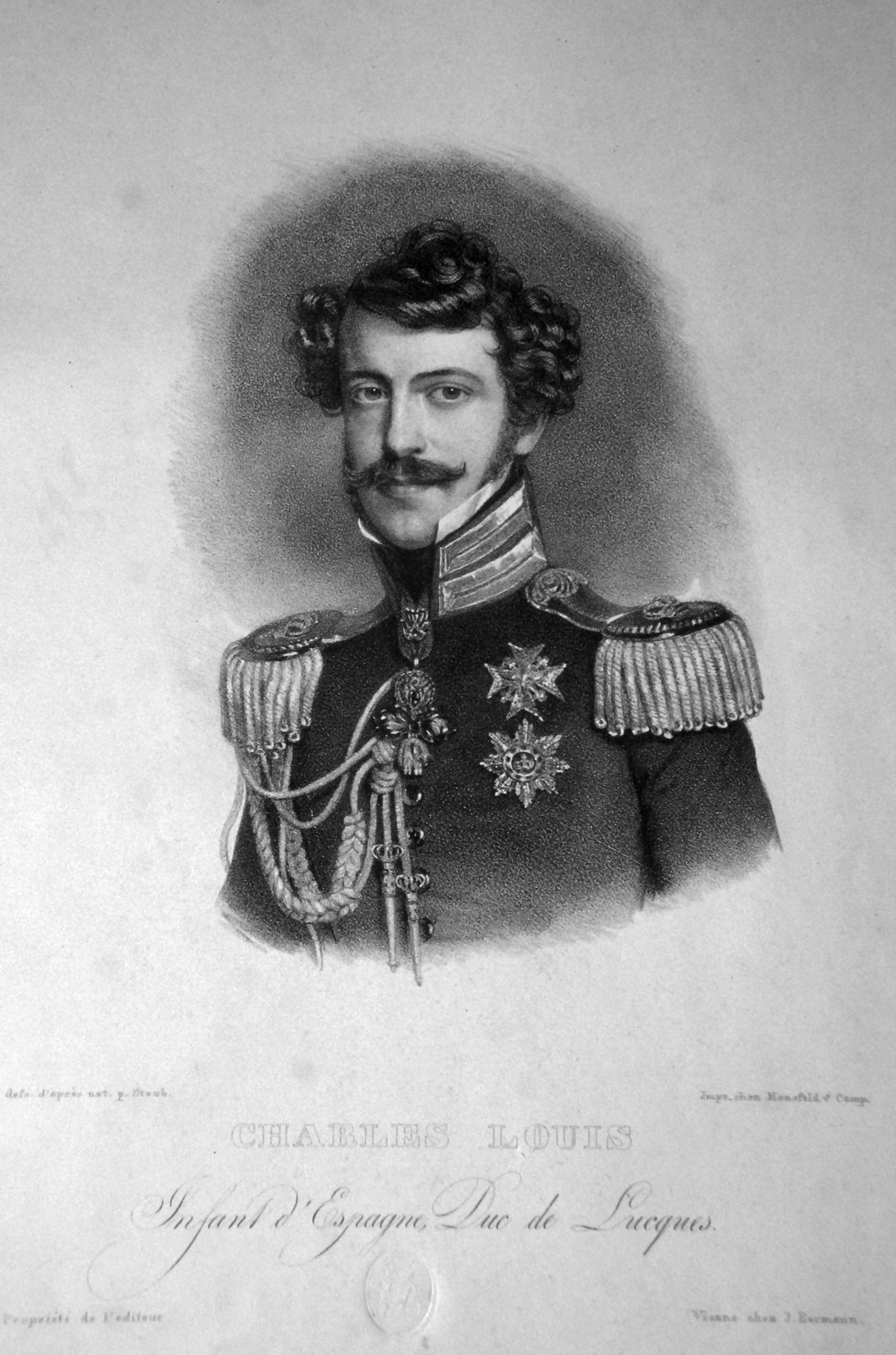
Carlos Luís Fernando de Borbón-Parma, litografie de Andreas Staub

La 13 martie 1824 mama lui Carol Louis a murit iar el a succcedat-o sub numele de Carol I, Duce de Lucca. La 25 de ani, el a moștenit un ducat mic dar bine păstrat. Cu toate acestea, Carol a arătat un slab interes față de guvernare; episoadele turbulente din copilărie l-au afectat. În propriile sale cuvinte, "natura furtunoasă din viața mea, lipsa mea de experiență, bună mea credință au avut ca rezultat nefericit o lipsă totală de încredere în mine și de multe ori, involuntar dar totuși inevitabil, spre alții".
Carol Louis a preferat să dea frâu liber plăcerii sale pentru călătorie. În timpul primilor ani ai domniei sale el a fost în mare parte absent din ducat, lăsând guvernarea miniștrilor săi conduți de Ascanio Mansi. Din 1824 până în 1827 Carol Louis a călătorit în toată Italia. El a vizitat Roma și curțile de la Napoli și Modena de mai multe ori. Din 1827 până în 1833 a călătorit în Germania, unde a deținut două castele: Urschendorff și Weistropp (în apropiere de Dresda). S-a bucurat de viața de la curtea austriacă, unde cumnata sa era împărăteasă. În timp ce a stat la Viena a închiriat Palatul Kinsky. A petrecut timp în Berlin, Frankfurt, Praga și în capitalele celorlalte state germane.
La începutul anilor 1830, interesul Ducelui Carol Louis față de afacerile de stat a crescut. Ducatul său nu a fost afectat de mișcările revoluționare care au traversat Roma și centrul Italiei în 1831. În relațiile externe, el l-a recunoscut pe regele Ludovic-Filip al Franței, care a venit la putere în urma Revoluției din Iulie din 1830. De asemenea, s-a aliat cu carliștii din Spania. În 1834, unchiul său, pretendentul carlist Carlos al V-lea, l-a numit pe Carol Louis infante al Spaniei. De asemenea, el a stat și alături de cauza miguelistă din Portugalia (fostul rege Miguel I al Portugaliei a fost vărul său primar).
În anul 1833, după ce a stat departe timp de trei ani, Carol Louis a revenit la Lucca și a acordat o amnistie generală. Acest lucru a fost în contrast puternic cu atitudinea altor state italiene care au optat pentru represiune și închisoare. În același an, Thomas Ward, un fost jocheu englez, a sosit în Lucca și, în câțiva ani, el a devenit consilier și ministru al Ducelui. Carol Louis a studiat și colectat texte biblice și liturgice și a fost interesat de diferite ritualuri religioase. El a construit o capelă ortodoxă greacă, la vila sa din Marlia. De asemenea, a flirtat cu protestantismul, care era privit nefavorabil de către curțile catolice.
Ducele a realizat o serie de reforme administrative și financiare care au fost populare. A încurajat educația și medicina, favorizând crearea de școli. Aceste reforme au fost implementate datorită inițiativei ministrului Mansi, în absența ducelui. A încercat să copieze în Lucca lucruri pe le-a văzut în străinătate, indiferent dacă condițiile din ducat erau favorabile. Dragostea sa pentru călătorie a creat multe dificultăți guvernării și de multe ori el a semnat decrete în funcție de starea lui de spirit de moment, fără nici o cunoaștere reală a problemelor. Puterea reală stătea în mâinile ministrului Mansi. S-a spus că în timp ce Carol Louis a fost duce, Mansi a fost rege. Conștient de faptul că Lucca urma să fie anexată Toscanei, Mansi și-a aliniat politicile cu cele ale Florenței.
În 1840, în timp ce ducele stătea la Roma, ministrul lui Ascanio Mansi a murit. Moartea lui Mansi a marcat o nouă perioadă în care Carol Louis a avut mai multe inițiative însă curtea lui a atras aventurieri de diferite naționalități. Unii dintre ei erau lipsiți de scrupule și cu reputație dubioasă. Ducele l-a ales pe Antonio Mazzarosa, un om eminent, în calitate de președinte al Consiliului de Stat, dar sub presiunea austriacă, l-a numit ca ministru de externe pe Fabrizio Ostuni. Mandatul lui Ostuni a durat numai trei ani  (1840-1843) și a coincis cu o perioadă de creștere a dificultăților financiare. Economia ducatului a picat în declin din 1830 și s-a deteriorat continuu.
Carol Louis era un admirator al frumuseții feminine, dar a fost considerat a fi homosexual. În timp ce se afla în ducat, Carol stătea puțin timp în capitală preferând să rămână la țară, în Marlia. În 1845, fiul său s-a căsătorit cu Prințesa Louise Marie Thérèse d'Artois, o fiică a ducelui de Berry și singura soră a pretendentului legitimist francez, Contele de Chambord.

În urma nemulțumirii generale, a început să se formeze o mișcare liberală în Lucca, unde au existat în 1847 o serie de demonstrații, culminând în luna iulie printr-o revoltă pe scară largă. La început Carol Louis a încercat să-și afirme autoritatea dar neliniștea continuă l-a forțat să se refugieze la Villa San Martino in Vignale. La 1 septembrie 1847, alarmat la vederea unei mulțimi care dorea unele reforme, el a semnat o serie de concesii. Trei zile mai târziu, sub presiunea mai multor cetățeni, s-a întors la Lucca, unde a fost întâmpinat triumfător. Cu toate acestea, a fost în imposibilitatea de a face față presiunii și pe 9 septembrie a plecat la Modena. De acolo, el a emis un decret care a transformat Consiliul de Stat într-un Consiliu de regență. La 4 octombrie a abdicat în favoarea Marelui Duce de Toscana, care oricum ar fi luat ducatul când Carol Louis urma să devină Duce de Parma, în timp ce el a primit o compensație lunară.